# Chaetona pictilis
Chaetona pictilis är en tvåvingeart som beskrevs av Henry J. Reinhard 1975. Chaetona pictilis ingår i släktet Chaetona och familjen parasitflugor. Inga underarter finns listade i Catalogue of Life.